# Barri Fontsanta-Fatjó
Fontsanta-Fatjó és un barri de Cornellà de Llobregat, Baix Llobregat.

## Equipaments i edificis
- Parc del Canal de la Infanta
- Museu de les Aigües
- Citilab, a l'antiga fàbrica Can Suris
- Escola pública d'Educació Infantil i Primària Suris
- Escola bressol El Cel Blau
- Camp de futbol Fontsanta-Fatjó
- Masia Can Fatjó
- Casa Camprubí
- Església Sant Felip Neri.

## Transports
- Tramvia: Línies T1 i T2 (Estació de Fontsanta-Fatjó).
- Bus: 95, L52, L77 i N13.